# Comité national breton
Pour les articles homonymes, voir CNB.
Le Comité national breton (CNB) est créé le 3 juillet 1940 par François Debeauvais et Olier Mordrel à la réunion de Pontivy en présence de plusieurs centaines de militants,. La réunion se tient au château des Rohan. Ils adoptent une déclaration et établissent un programme de gouvernement de dix-huit points, dit Déclaration-Programme de Pontivy. Il décide aussi l’édition d’une nouvelle revue L'Heure bretonne ; 201 numéros paraîtront entre juillet 1940 et juin 1944.

## Contexte
Le parti autonomiste breton (PAB) est fondé en 1927. En 1931, le PAB se scinde en deux, la Ligue fédéraliste de Bretagne d'une part et d'autre part le Parti national breton (PNB) créé notamment par Debauvais, Mordrel, Célestin Lainé, Yann Bricler, Marcel Guieysse, Raymond Delaporte,…
Face aux fédéralistes, le PNB va accentuer ses positions de droite et d'extrême droite, se montrant de plus en sensible aux théories promues dans l'Italie fasciste et Allemagne nazie. Le 12 mars 1933, dans Breiz Atao, Mordrel propose un programme radical, la transformation du PNB en Parti des Celtes réveillés, en breton le Strollad ar Gelted Adsavet, autrement dit le programme SAGA. Le PNB se radicalise de plus en plus. C'est lors du congrès d'août 1937 que le PNB se mue définitivement en véritable parti fasciste breton. Fin août 1939, Debauvais et Mordrel quittent la Bretagne pour l'Allemagne. Le PNB est interdit le 20 octobre 1939. Debauvais et Mordrel sont condamnés à mort par contumace le 7 mai 1940 par le tribunal militaire de Rennes.
C'est en juin 1940 que Debauvais et Mordrel rentrent en Bretagne avec les troupes allemandes. Ils projettent de frapper un grand coup. C'est ainsi qu'est préparée la réunion de Pontivy.
Trois raisons expliquent le choix de Pontivy par les nationalistes : la ville est située au centre de la Bretagne, raison symbolique et lieu plus facile à atteindre ; le congrès du PNB devait s'y tenir en 1939 mais le parti a été dissous ; enfin, il faut effacer la honte et la provocation que symbolise le monument de la Fédération de 1790,.
Quelques jours plus tôt, Mordrel et Debeauvais, auxquels s'étaient joints Marcel Guieysse et Célestin Lainé, s'étaient réunis pour former ce CNB, dont Debauvais est élu président à l'unanimité. Le poste de vice-président devait échoir à Olier Mordrel, mais ce poste fut supprimé par la majorité des membres, à la suite d'une demande de Célestin Lainé qui ne voyait pas son utilité. Cette intrigue intérieure expliquera 4 mois plus tard des changements dans l'organisation du parti et l'éviction de Mordrel.

## Déroulement de la réunion du 3 juillet
La réunion est présidée par François Debeauvais avec un comité exécutif qui comprend Olier Mordrel, Célestin Lainé et Marcel Guieysse.
Mordrel, Debauvais et Lainé prennent tour à tour la parole.
Mordrel lit d'abord le préambule à la Déclaration du CNB, puis lit ensuite la Déclaration, où il est spécifié que « Le Conseil National breton, organe représentatif des Bretons soucieux du bien collectif et de l'honneur de leur peuple, agira à l'heure choisie par lui pour doter la Bretagne d'un État National, dans son cadre naturel et dans l'esprit de sa tradition, afin qu'elle put vivre enfin en nation organisée, libre de ses aspirations et maîtresse de ses intérêts » et que « Le statut international de l'État breton, la nature de ses relations avec la France et l'Allemagne seront définis par des accords librement discutés dans le cadre des possibilités offertes par les nouvelles conditions générales ».
À la suite de Mordrel, Debauvais prend la parole et évoque le serment de Pontivy de 1790 qui voit de jeunes Bretons et de jeunes Angevins dresser un monument aux idéaux démocratiques de 1789, monument que Gwenn ha Du fait sauter en 1938.
Un Programme en dix-huit points, élaboré par Mordrel,, est ensuite adopté par le tout nouveau CNB. Le Programme sera reproduit dans L'Heure bretonne dans son premier numéro du 14 juillet 1940. Mordrel lui-même reconnaît que le Programme s'apparente « aux idées maîtresses du national-socialisme ».
Les militants se dispersent en fin d'après-midi.
Célestin Lainé et Ange Péresse prennent officiellement possession du château des Rohan, qu'ils transforment en caserne pour héberger les premiers membres de sa future légion bretonne, soit une quarantaine de personnes.
Le soir, vers 22 h, les autonomistes sortent et défilent rue Nationale au son du biniou. La population réagit vivement en conspuant les autonomistes et en entonnant spontanément La Marseillaise,.

## Les jours qui suivent à Pontivy
Les jours qui suivent, les nationalistes continuent d’occuper le château en bénéficiant de la protection allemande.
Le 8 juillet, ils organisent un nouveau défilé, rue Nationale.
Les responsables du patronage de la Garde Saint-Ivy, qui utilisaient le château pour leurs activités, sont fermement décidés à chasser les nationalistes du château. Ils vont multiplier leurs démarches et recevoir l’appui massif de la population à l’occasion d’une seconde manifestation, imposante et violente, contre les autonomistes, le 29 juillet.
Le 29 juillet, au chant de La Marseillaise, des membres du patronage de la Garde Saint-Ivy, conduits par le colonel Jacques de Geyer d’Orth, président du club, et deux-mille Pontivyens font le siège du château, faisant comprendre aux autonomistes et aux Allemands que les Bretons restent fidèles à la France,,.
Finalement, le 9 août, les autonomistes quittent le château pour s’établir au manoir de Kerriou à Gouézec (Finistère). Auparavant, le 8 août, les Allemands décident d'interner en Allemagne le colonel de Geyer comme prisonnier de guerre.

## Réactions en Bretagne
Le 7 juillet, Alexandre Cathrine, directeur du Nouvelliste du Morbihan, condamne fermement les projets séparatistes.
Les condamnations émanant du clergé breton sont immédiates et fermes, ainsi l'évêque de Quimper, Adolphe Duparc, publie le 12 juillet dans une note épiscopale publiée dans la partie officielle de la Semaine Religieuse du diocèse de Quimper et de Léon, une condamnation solennelle contre les séparatistes,. Le cardinal Roques, archevêque de Rennes, et Hippolyte Tréhiou, évêque de Saint-Brieuc, font de même.

## Échec du CNB et relance du PNB
Échouant dans ses tentatives d'implanter des Comités bretons à travers le pays, affaibli par la position allemande qui affirme son refus du séparatisme breton après une bévue de l'agence officielle de presse allemande qui annonce le 27 juillet la création d'un État breton, le CNB est en butte à la volonté du Kuzul meur de réorienter les modalités de l'action séparatiste. Pour Debauvais, il faut rechercher au plus vite un terrain d'entente avec Vichy. Mordrel n'est pas réellement opposé à cette idée, mais souhaite avant tout développer l'influence du CNB. Ces divergences d'opinion aboutissent à la paralysie quasi complète du mouvement.
En octobre, Debauvais voit sa santé décliner et abandonne toute activité pendant plusieurs semaines. Mordrel en profite pour proposer au Kuzul meur d'abandonner « le CNB devenu le symbole d'un ratage et de relancer le PNB au prestige toujours intact ». Le conseil se rallie à cette idée et le 20 octobre, Mordrel devient officiellement le chef du parti.
Olier Mordrel est plus tard, le 8 décembre, évincé par le Kuzul meur de la direction du PNB et est remplacé par Raymond Delaporte, militant plus modéré et pragmatique, qui restera à ce poste jusqu’à la fin de la guerre,.
Il ne reste à la tête du CNB, devenu fantôme, qu'un Debauvais malade. Debauvais meurt le 20 mars 1944, dans un sanatorium alsacien, à Colmar, toujours convaincu de la victoire allemande.